# Bayahi
Bayahi (persiska: بياهی, كُنارَكِ بِياهی, بِياهی, Bīāhī) är en ort i Iran.   Den ligger i provinsen Hormozgan, i den sydöstra delen av landet, 1 300 km sydost om huvudstaden Teheran. Bayahi ligger 10 meter över havet och antalet invånare är 536.
Terrängen runt Bayahi är platt. Havet är nära Bayahi åt sydväst.Runt Bayahi är det mycket glesbefolkat, med 7 invånare per kvadratkilometer. Bayahi är det största samhället i trakten. Trakten runt Bayahi är ofruktbar med lite eller ingen växtlighet.